# J·P·克勞佛
約翰·保羅·克勞佛（英語：John Paul Crawford，1991年9月21日—），為美國職棒大聯盟的內野手，目前效力於西雅圖水手。
2013年美國職棒大聯盟選秀，克勞佛在首輪16順位被費城人隊選走。他在2017年升上大聯盟，並在2019年被交易到水手隊。

## 職業生涯

### 費城費城人

#### 2017年
這年克勞佛從3A出發，他還在某場比賽中敲出場內全壘打，影片還被上傳到了YouTube上。後來球隊在下半季大量啟用新人，而克勞佛也在9月5日登上大聯盟。他在初登板便敲出大聯盟首安，最後他在這年繳出2成14打擊率，外帶6分打點的成績。

#### 2018年
2017年休賽季，游擊手Freddy Galvis被交易到教士隊。克勞佛也因此成為球隊的主戰游擊手。他在前20場比賽的打擊率僅1成90，而且他在4月底時還因為右前臂受傷而進入傷兵名單。後來他雖然在6月初回歸，不過很快地，他又因為觸身球受傷。最後他整年打擊率依然只有2成14，並敲出3轟與12分打點。

### 西雅圖水手

#### 2019年
2018年12月3日，費城人將克勞佛和卡洛斯·桑塔納交易到水手隊，換來金恩·塞古拉、James Pazos和Juan Nicasio。克勞佛先在3A繳出超過3成的打擊率，並在5月重返大聯盟。這年他的打擊率為2成26，並敲出7轟與46分打點。

#### 2020年
克勞佛在縮水賽季出賽53場比賽，打擊率為2成55，並敲出2轟與24分打點。他也在這年獲選為美聯金手套獎得主。

#### 2021年
6月19日，克勞佛敲出生涯首支滿貫砲。該年他的打擊率為2成73，並敲出9轟與54分打點。

#### 2022年
4月8日，克勞佛與水手簽下5年5100萬美元的延長合約。6月26日，他在一場清空板凳的衝突中被驅逐出場，也是他生涯首次遭到驅逐。該年他的打擊率為2成43，並敲出6轟，不過他的保送率比去年上升不少。球隊也在這年睽違21年闖進季後賽，2022年美國聯盟外卡系列賽第二場，克勞佛在8局上敲出清壘的巧妙安打，最終幫助水手克服落後7分的局面追平比數，並成功逆轉淘汰藍鳥。2022年美國聯盟分區賽，他在第一場從賈斯汀·韋蘭德手中開轟，不過最後水手仍三連敗被太空人淘汰。

#### 2023年
這年他繳出2成66的打擊率，並敲出生涯新高的19轟。他獲得94次保送，是該年美聯的保送王，甚至他還獲得了幾張MVP選票。

#### 2024年
這年克勞佛因為受傷錯過開季，他休息了三週才回到大聯盟。不過他在7月22日被觸身球打中小指，結果又休息了一個月。這年他的打擊率為2成02，並敲出9轟。

## 個人生活
前大聯盟選手卡爾·克勞福是克勞佛的遠親。

## 外部連結
- 球員資訊和成績在MLB ，ESPN ，Retrosheet ，Baseball Reference ，Baseball Reference (Minors) ，Fangraphs ，The Baseball Cube （英文）
- J·P·克勞佛的X（前Twitter）